# طيران الخليج الرحلة 072
طيران الخليج الرحلة 072، هي رحلة ركاب دولية مجدولة من مطار القاهرة الدولي في مصر إلى مطار البحرين الدولي في البحرين، تديرها شركة طيران الخليج. في 23 أغسطس 2000 أقلعت طائرة طراز إيرباص إيه 320 من مطار القاهرة الدولي على الساعة 19:30 بتوقيت شبه الجزيرة العربية (ت ع م+03:00) وعلى متنها 143 شخصاً، وسارت الرحلة بشكل طبيعي حتى دخولها المجال الجوي البحريني، وأثناء محاولة الطيار الهبوط على مدرج مطار البحرين سقطت الطائرة وتحطمت في مياه الخليج العربي، ونتج عن الحادث مقتل جميع الأشخاص الذين كانوا على متن الطائرة البالغ عددهم 143 شخصاً.
لا يزال تحطم الرحلة 072 هو أكثر حوادث الطيران دموية في الأراضي البحرينية. وكان الحادث الأكثر دموية بالنسبة لطائرة إيرباص إيه 320 في ذلك الوقت، والذي تجاوزته لاحقًا خطوط تام الجوية الرحلة 3054 والتي تحطمت في 17 يوليو 2007 بحصيلة 199 حالة وفاة.
صدر التقرير النهائي في 15 آب / أغسطس 2002، خلص إلى أن العوامل الفردية التي ساهمت في وقوع الحادث هي عدم الالتزام بعدد من إجراءات التشغيل القياسية (SOP) وفقدان طاقم الطائرة الوعي المكاني والموقف أثناء الاقتراب والمراحل النهائية من الرحلة. كما ساهم في وقوع الحادث عدد من العوامل النظامية، بما في ذلك نقص تدريب طيران الخليج وإشراف الإدارة العامة للطيران المدني والأرصاد الجوية في سلطنة عمان في إدارة موارد الطاقم (CRM).

## تفاصيل الرحلة

### بداية الرحلة
في تمام الخامسة من بعد ظهر يوم الأربعاء 23 أغسطس 2000، أقلعت طائرة طيران الخليج رحلة رقم 072 من طراز إيرباص إيه 320، في رحلة معتادة من مطار القاهرة الدولي بالعاصمة المصرية القاهرة إلى مطار البحرين الدولي في مملكة البحرين، وعلى متنها 143 شخصاً هم 64 مصرياً، 34 بحرينياً، 12 سعودياً، تسعة فلسطينيين، ستة من الإمارات، ثلاثة صينيين، بريطانيين أثنين، أسترالي، كويتي، عماني، سوداني، كوري، بولندي، أمريكي، وكندي واحد، واستغرقت الطائرة ما يقارب ساعتان حتى وصلت إلى البحرين في تمام الساعة 19:15 مساءً بتوقيت البحرين.

### مرحلة الهبوط
طلب الطيار من برج مراقبة مطار البحرين الإذن له بالهبوط، وبدأ فعلياً بعملية الهبوط التدريجي، إلا أن الطائرة اقتربت من المدرج بسرعة عالية لاتسمح لها بالهبوط فطلب برج المراقبة من الطيار الارتفاع مرة أخرى، وعمل دورة أخرى حول المطار - يسمى هذا الفعل في مصطلحات الطيران (بالإنجليزية: Go Around)- وذلك محاولةً لتخفيف السرعة، وقام الطيار فعلاً بعملية الارتفاع والدوران حول المطار، وحاول الطيار الاقتراب مرة أخرى من مدرج المطار إلا أن سرعة الطائرة كانت عالية وكانت الطائرة منخفضة عن المستوى المفروض، فطلب برج المراقبة من الطيار الارتفاع مرة أخرى والدوران حول المطار لتخفيف السرعة، وفي المرة الثالثة حدث أيضاً ما حدث في المرتين السابقتين، وأثناء محاولة الطيار الارتفاع بالطائرة لعمل الدوران الثالث هوت الطائرة بشدة واصطدمت بمياه الخليج العربي بعدما فشل في محاولة موازنة الطائرة، واختفت من على شاشات الردار بعد دقيقة واحدة من بداية الدوران الثالث.

### تحطم الطائرة وما بعد الحادث
تحطمت طائرة طيران الخليج بعد إصطدامها بقوة بمياه الخليج العربي، وبدأت فرق الإنقاذ البحرينية عمليات الإنقاذ بحثاً عن أي ناجيين، إلا أن محاولاتهم باءت بالفشل حيث قتل جميع من كانوا على متن الطائرة البالغ عددهم 135 راكباً و8 من أفراد الطاقم، وأعلن الشيخ حمد بن عيسى آل خليفة ملك البحرين ثلاثة أيام من الحداد على أرواح الضحايا، وأمر بتشكيل لجنة لتقصي ما حدث للطائرة وتحديد أسبابه وعُثر في صباح اليوم الثاني للحادث على الصندوق الأسود الخاص بالطائرة، وبدأت عمليات التحقيق لمعرفة أسباب تحطم الطائرة.

## جنسيات الضحايا
| الجنسية                  | الركاب | الطاقم | المجموع |
| ------------------------ | ------ | ------ | ------- |
| أستراليا                 | 1      | 0      | 1       |
| البحرين                  | 34     | 2      | 36      |
| كندا                     | 1      | 0      | 1       |
| الصين                    | 3      | 0      | 3       |
| مصر                      | 63     | 1      | 64      |
| الهند                    | 0      | 1      | 1       |
| الكويت                   | 1      | 0      | 1       |
| المغرب                   | 0      | 1      | 1       |
| عُمان                     | 1      | 1      | 2       |
| فلسطين                   | 9      | 0      | 9       |
| الفلبين                  | 0      | 1      | 1       |
| بولندا                   | 0      | 1      | 1       |
| السعودية                 | 12     | 0      | 12      |
| السودان                  | 1      | 0      | 1       |
| الإمارات العربية المتحدة | 6      | 0      | 6       |
| المملكة المتحدة          | 2      | 0      | 2       |
| الولايات المتحدة         | 1      | 0      | 1       |
| إجمالي                   | 135    | 8      | 143     |

## التقرير النهائي للحادث
فيما يلي بعض الفقرات من التقرير النهائي عن نتائج التحقيقات في الحادث (والذي صدر بعد عامين من وقوعه):
- ساهمت العديد من العوامل في وقوع كارثة الطائرة من بينها سوء تقدير قائد الطائرة في اللحظات الأخيرة، والسرعة الزائدة لمعدل الطيران عند دخول أجواء البحرين قبل الهبوط، وعدم الالتزام بمعايير التشغيل وعدم الامتثال لتحذيرات نظام المراقبة الأرضي بصورة دقيقة، علاوة على عدم التكامل بين الكابتن ومساعده وخاصة في اللحظات الحرجة قبل وقوع الكارثة.
- إن كابتن الطائرة البحريني الجنسية «إحسان شكيب» ومساعده العماني «خلف العلوي» عند تلقيهما التحذير للقيام بالدوران قبل الهبوط لخفض السرعة الزائدة للطائرة كانا فيما يبدو في حالة ارتباك جعلتهما عاجزين عن إدراك ان الطائرة في حالة هبوط سريع جدا وكانا يعتقدان أن الكابتن قام بالواجب للارتفاع بالطائرة ومواصلة التحليق للدوران وخفض السرعة.
- إن متابعة المعلومات على أجهزة الطائرة لم تكن بالدقة اللازمة، وأن التعاون ما بين الكابتن ومساعده قبل الكارثة لم يكن على الوجه المطلوب، وفيما يبدو أن مساعد الكابتن لم يشأ ان يدخل في تحديات مع الكابتن أو أن يتولى قيادة الطائرة وخاصة أن الكابتن كان يتعامل مع الوضع بصورة انفرادية كما أن الدوران المفاجئ للطائرة قد أثر سلبا على نظام السلامة في الطائرة دون أن يبلغ الكابتن مساعده بذلك، وأن الكابتن لو أمتثل لتحذيرات الأنظمة الأرضية والالتزام بمعايير إجراءات التشغيل كان من الممكن تجاوز الكارثة، كما أن الكابتن ومساعده رغم حيازتهما لشهادات للطيران ورغم تأهيلهما لكن فيما يبدو أنهما لم يتلقيا التدريب الكافي الأمر الذي كان يمكن ان يعالج الموقف ويمنع وقوع الحادث.
- الكابتن لم يكن راغبا في أن يطّلع مساعده على أنه يواجه صعوبة في معالجة الموقف وخاصة أن صندوق التسجيل على قمرة القيادة قد أوضح من خلال التسجيل أن الكابتن كان يميل إلى اطلاع مساعده بأنه على دراية تامة بأنظمة قيادة طائرات إيرباص إيه 320، وكان يعتقد بأنه قد نفذ خطوة الارتفاع بالطائرة في حين كانت الطائرة في حالة هبوط بسرعة فائقة، وعندما حاول الارتفاع بها في الثواني الأخيرة كان الوقت قد فات ووقعت الكارثة، كما أن الكابتن في اللحظات الأخيرة كان في حالة من التشنج ومن جهة أخرى عجز مساعده عن التحكم في الطائرة عندما كانت متجهة لتهوي في البحر.
- لم تقدم شركة طيران الخليج أدلة تثبت تدريب الطيارين العاملين لديها على تحذيرات الأنظمة الأرضية والاستجابة لها على الفور. وأن الشركة كانت قد أبلغت الطيارين بأنها لن تتخذ اجراءات ضد من يختار القيام بدوران بالطائرة قبل الهبوط تحوطا للسلامة، وقد تأكد ان بعض الطيارين في طيران الخليج لا يلتزمون دائما بتطبيق إجراءات معايير التشغيل.
- يجب أن تعيد طيران الخليج النظر في أنظمة التدريب والإدارة بحيث تؤهل كوادرها من الطيارين ليكونوا على المستوى المطلوب وخاصة وقد اتضح ان الكابتن شكيب كان في حالة من الارتباك ومن الجانب الآخر كان مساعده في حالة عجز تحول بينه وبين اتخاذ قرار ينقذ الطائرة والمسافرين على متنها. إن الإدارة العامة للطيران المدني في سلطنة عمان - والتي كانت من ضمن المالكين للشركة - كانت قد نبهت شركة طيران الخليج مراراً أنها مقصرة في الالتزام بإجراءات الطيران المدني، وخاصة فيما يتعلق ببرامج تدريب كوادرها من الطيارين. كما أن أجهزة المعلومات على رحلاتها الجوية لا تعمل بالدقة المطلوبة.
- هذا القصور كان سائدا لدى الشركة لفترة طويلة قبل وقوع الحادث، وكان يمكن تلافي الحادث لو كان هناك تدريب عملي وفني لتأهيل الطيارين على الإلمام بصورة تامة على التعامل مع أجهزة تصنيف المعطيات على الطائرات وخاصة عند حدوث أمر طارئ خلال الرحلات، بجانب ذلك فإن عمليات المراقبة والاشراف والمتابعة من قبل الجهات المختصة في الشركة لم تكن على الوجه الأكمل، كما أن إدارة المصادر البشرية من أطقم الطائرات قد توقفت عن دورات التدريب في عام 1996 أو1997 في حين أنها مستمرة بكثافة لدى شركات الطيران الأخرى لضمان زيادة متطلبات السلامة. وأن السبب في هذا كله هو تغيير إدارة المصادر البشرية في طيران الخليج، وفي إطار ذلك توقفت أيضا برامج التوعية بالمعلومات الفنية الجديدة وتطوير دراسات التحقيق في الحوادث وبرامج إدارة المخاطر، والإلمام بأنظمة معلومات السلامة. وقد كان ذلك في الفترة السابقة للحادث.

## وصلات خارجية
- (بالإنجليزية) Accident Investigation Report نسخة محفوظة 5 نوفمبر 2012 على موقع واي باك مشين. - شئون الطيران المدني
- طيران الخليج
  - (بالإنجليزية) "GULF AIR STATEMENT ON THE PUBLICATION OF THE ACCIDENT." 15 July 2002.
  - (بالإنجليزية) "OPEN LETTER FROM IBRAHIM ABDULLA AL-HAMER ." 23 August 2001.